# Delia abruptiseta
Delia abruptiseta är en tvåvingeart som först beskrevs av Ringdahl 1935.  Delia abruptiseta ingår i släktet Delia och familjen blomsterflugor. Arten är reproducerande i Sverige. Inga underarter finns listade i Catalogue of Life.